# 김척후
김척후(金陟侯, ? ~ ?)는 고려 후기의 문신이다.

## 생애
김척후는 1193년(명종 23)에 장군으로서 대장군 전존걸(全存傑)과 운문(雲門 : 지금의 경상북도 청도)의 김사미(金沙彌), 초전(草田 : 지금의 경상남도 울산)의 효심(孝心) 등의 민란을 토벌하고 뒤에 대장군이 되었다.
1199년(신종 2)에 예부시랑(禮部侍郎) 왕의(王儀)와 함께 사신으로 금나라에 다녀왔다. 1203년에 패좌(孛佐)가 경주에서 반란을 일으키자 초토처치병마중도사(招討處置兵馬中道使)가 되어 출정하였다.
이때 패좌는 운문·초전·울진(蔚珍)의 초적(草賊)을 불러들여 3군으로 나누어 편성하고 스스로 정군병마(正軍兵馬)라 칭하며 이웃의 주군(州郡)을 위협하자 “속히 정벌하지 않아 적이 날로 성하게 했다.” 하는 성대(省臺)의 탄핵을 받고 파면되었다.